# 6385 Martindavid
6385 Martindavid este un asteroid din centura principală de asteroizi.

## Descriere
6385 Martindavid este un asteroid din centura principală de asteroizi. A fost descoperit pe 5 martie 1989 la Observatorul Kleť de Antonín Mrkos. Asteroidul prezintă o orbită caracterizată de o semiaxă mare de 3,15 ua, o excentricitate de 0,12 și o înclinație de 5,7° în raport cu ecliptica.